# Apatura bunea
Apatura bunea är en fjärilsart som beskrevs av Herrich-Schäffer 1844/45. Apatura bunea ingår i släktet Apatura och familjen praktfjärilar. Inga underarter finns listade i Catalogue of Life.